# Abel Gisemba
Abel Gisemba (7 luglio 1971) è un ex maratoneta e mezzofondista keniota.

## Biografia
Nel 1987 si è piazzato in undicesima posizione nella gara juniores dei Mondiali di corsa campestre, vincendo la medaglia d'argento a squadre.
Nel 1988 ha partecipato ai Mondiali juniores, vincendo la medaglia di bronzo nella gara dei 20 km con il tempo di 1h00'36".

## Palmarès
| Anno | Manifestazione    | Sede     | Evento         | Risultato | Prestazione | Note |
| ---- | ----------------- | -------- | -------------- | --------- | ----------- | ---- |
| 1987 | Mondiali di cross | Varsavia | Corsa juniores | 11º       | 23'01"      |      |
| 1987 | Mondiali di cross | Varsavia | A squadre      | Argento   | 20 p.       |      |
| 1988 | Mondiali juniores | Sudbury  | 20 km          | Bronzo    | 1h00'36"    |      |

## Altre competizioni internazionali
1992
- Argento alla Maratona di Mombasa ( Mombasa) - 2h19'19"
- 10º alla Maratona di Honolulu ( Honolulu) - 2h21'44"

1993
- Oro alla Maratona di Pittsburgh ( Pittsburgh) - 2h16'55"
- 24º alla River Run ( Jacksonville), 15 km - 46'22"

1994
- Oro alla Maratona di Pittsburgh ( Pittsburgh) - 2h13'51"
- 14º alla San Blas Half Marathon ( Coamo) - 1h06'55"

1995
- 21º alla Maratona di Londra ( Londra) - 2h18'29"
- 9º alla Maratona di Venezia ( Venezia) - 2h12'31"
- Oro alla Maratona di Mombasa ( Mombasa) - 2h14'03"
- Oro alla Mezza maratona di Kisii ( Kisii) - 1h02'58"

1996
- Oro alla Maratona di Torino ( Torino) - 2h11'41"
- Oro alla Maratonina di Primavera ( Merano) - 1h02'12"

1997
- 18º alla Maratona di Torino ( Torino) - 2h21'27"
- Argento alla Maratona di Eindhoven ( Eindhoven) - 2h11'56"

1998
- Oro alla Maratona di Francoforte ( Francoforte sul Meno) - 2h11'40"
- 6º alla Maratona di Praga ( Praga) - 2h15'45"

1999
- Argento alla Maratona di Mombasa ( Mombasa) - 2h12'36"
- 5º alla Maratona di Cesano Boscone ( Cesano Boscone) - 2h17'06"
- Oro alla Maratona di Genova ( Genova) - 2h20'14"

2000
- Argento alla Maratona di Francoforte ( Francoforte sul Meno) - 2h11'01"

2001
- 17º alla Maratona di Pechino ( Pechino) - 2h14'36"
- 5º alla Maratona di Barcellona ( Barcellona) - 2h19'07"
- 4º alla Maratona di Caen ( Caen) - 2h20'12"
- 4º alla Mezza maratona di Oloron-Sainte-Marie ( Oloron-Sainte-Marie) - 1h05'05"

2002
- 5º alla Maratona di Providence ( Providence) - 2h18'18"
- Bronzo alla Maratona di Richmond ( Richmond) - 2h22'06"
- 7º alla Mezza maratona di Jacksonville ( Jacksonville) - 1h07'14"